# Birger Maertens
Birger Maertens (Varsenare, 28 juni 1980) is een Belgisch voormalig voetballer die als verdediger speelde. Hij speelde meestal als centrale verdediger, maar bij nood nam hij ook waar op de positie van rechtervleugelverdediger.
Maertens was een van de laatste actieve Club Brugge-spelers uit het Trond Sollied-tijdperk (2000–2005), een tijdperk waarin Maertens tweemaal de Belgische landstitel en tweemaal de Beker van België won. Ook in 2007 won Maertens de beker met Club Brugge.
Nadien speelde Maertens voor Heracles Almelo in Nederland en voor KVC Westerlo in België, waarna hij actief was in de West-Vlaamse amateurreeksen tot 2022. Hij beëindigde zijn loopbaan op de leeftijd van bijna 42 jaar bij  Daring Brugge VV in tweede provinciale.

## Clubcarrière

### Club Brugge (2001–2008)

#### Sterkhouder onder Trond Sollied
Maertens, vernoemd naar Club Brugge-doelman Birger Jensen, draagt al sedert zijn periode bij de jeugd van Club Brugge de bijnaam Bicky vanwege (schijnbaar) overgewicht. Het is een naam hem gegeven door zijn ploegmaat bij de jeugd van Club Brugge Johan Gerets, de zoon van Eric Gerets. Hij maakte deel uit van het eerste elftal sinds het seizoen 2000–2001. Maertens kreeg het nummer 22 toegewezen, wat een seizoen later pas gewijzigd werd naar 26. Tomas Daumantas droeg namelijk nog rugnummer 26. Daumantas vertrok in de zomer van 2001 naar MVV Maastricht. De Litouwse middenvelder vertoefde bij de reserven en speelde geen officiële wedstrijd meer, maar Maertens en generatiegenoot Jimmy De Wulf kregen evenmin een eerste kans. Maertens droeg nummer 26 tot het einde van zijn Brugse termijn.
Maertens speelde zijn eerste officiële wedstrijd op 9 augustus 2001. Dit was de heenwedstrijd tegen het IJslandse Akranes (4–0 winst) in de laatste voorronde van de toenmalige UEFA Cup. Hij speelde de eerste helft, waarna Andrés Mendoza, een linksbuiten, in zijn plaats kwam bij wijze van tactische wissel. 
Hij was rechtervleugelverdediger tijdens zijn allereerste wedstrijd in het eerste elftal, tegen Akranes. Echt doorbreken deed Maertens als centrale verdediger. De Noorse trainer Trond Sollied bracht Maertens voorzichtig in de ploeg, dermate voorzichtig dat hij Brugge bijna verliet. In het voorjaar van 2002 werd Maertens een vaste waarde centraal in de verdediging net als Philippe Clement. Aan zijn doorbraak ging evenwel een juridische strijd vooraf.
Maertens werd in 2001 drie maanden geschorst door de tuchtcommissie van de FIFA. Maertens had besloten om Club Brugge te verlaten tijdens het seizoen 2001–2002 (wegens gebrek aan enig uitzicht op speelkansen onder Sollied). Maertens tekende in maart 2001 een contract bij MVV Maastricht voor het komende seizoen, maar hij zette geen maand later zijn paraaf onder een nieuw contract van vijf jaar bij blauw-zwart. De FIFA ging in op een klacht van MVV en wees op de onrechtmatigheid van twee keer van ploeg veranderen in hetzelfde voetbalseizoen. Het Beroepscomité van de FIFA ging echter in op een klacht van Club Brugge, en gaf Maertens uiteindelijk de toestemming om voor Club Brugge uit te komen. De schorsing ging in augustus 2001 en is verleden december 2001.
[Toenmalig algemeen directeur van Club Brugge] Antoine Vanhove lag in het ziekenhuis, en die had daar te horen gekregen dat ik mijn akkoord had gegeven aan MVV. Ik speelde met de beloften van Club Brugge, dus dat leek mij wel een goede stap. Vanhove zag dat echter niet zitten, en bood mij ’s anderendaags meteen een contract van vijf jaar aan. Ik speelde [in juli 2001] nog een wedstrijd bij Club Brugge. Ik denk de Brugse Metten, en ik scoorde zelfs nog als rechtsachter op een afvallende bal op een hoekschop. De dag nadien werd ik boven [bij het bestuur van Club Brugge] geroepen en kreeg ik te horen dat ik maar liefst vier maanden werd geschorst door de UEFA en de FIFA omdat ik mijn akkoord bij de Nederlanders niet was nagekomen. En Club Brugge diende daarbovenop ook nog een grote boete te betalen. Uiteindelijk was het al de winterstage waar ik mocht meegaan met de selectie. En bij de eerste wedstrijd na de winterstop, op het veld van Westerlo, waren Tjörven De Brul en Nzelo Lembi afwezig. Sollied liet mij starten. We wonnen er met 1–4 en mijn carrière was gelanceerd.
— Maertens over zijn disciplinaire schorsing in de podcast De Klokke 
Maertens kreeg vanaf de terugronde van het seizoen 2001–2002 de voorkeur boven centrale verdediger Tjörven De Brul, omdat deze geblesseerd uitviel tijdens de winterstop van het seizoen 2001–2002. Hij maakte zijn debuut in de Belgische competitie na de winterstop, uit tegen Westerlo. Club won met een man minder (spits Rune Lange kreeg rood), met 1–4. Na de winterstop stond Maertens zijn basisplaats niet meer af en speelde zelfs een aantal keer op het middenveld en één keer als rechtsachter. In 2002 won hij de Beker van België na winst in de finale tegen Excelsior Moeskroen. Hij speelde de volledige finale mee.
Maertens vormde op zijn hoogtepunt een Vlaams getinte defensie, die in 2002–2003 de titel opleverde onder Sollied: Maertens, Philippe Clement, Olivier De Cock en Peter Van der Heyden. Maertens verscheen in 31 van de 34 wedstrijden. Een seizoen later kwam Maertens minder aan spelen toe. De Tsjech David Rozehnal kreeg de voorkeur. Maertens incasseerde in het seizoen 2002–2003 drie rode kaarten in tien dagen tijd. Hij kreeg deze kaarten in het najaar van 2002, weliswaar met onderbreking thuis tegen Sporting Lokeren op 4 december 2002. De eerste kreeg hij te zien op 28 november 2002 uit tegen VfB Stuttgart in de 1/16e finales van de UEFA Cup. Dit resulteerde in een 2–1 nederlaag doordat de wedstrijd kantelde na zijn rode kaart. Brugge leidde, Krasimir Balakov scoorde uit de vrijschop die volgde op Maertens' noodrem en uitsluiting. De tweede rode kaart kreeg hij op 1 december 2002 uit tegen Sint-Truidense VV (5–2 nederlaag) en finaal de derde op 7 december 2002 thuis tegen RSC Anderlecht (2–1 winst). De statistiek bracht Anderlecht-fans op het idee om een spandoek 'voor hem' te maken: "Brugge + Birger Maertens = 10 man". Ironisch genoeg kreeg hij die wedstrijd rood. Hij zou getuigen dat hij overwoog te stoppen met voetballen.
Ik zag het toen [na die drie rode kaarten in tien dagen tijd] even niet meer zitten.
— Birger Maertens over zijn rode kaarten in augustus 2023 
Op 23 mei 2004 eiste Maertens een hoofdrol op in de bekerfinale tussen Club en Beveren, dat met tien Ivorianen aantrad. Maertens begon aan de wedstrijd als rechtervleugelverdediger vanwege blessureleed bij Olivier De Cock. Club had alle hoop op de titel moeten opbergen ten voordele van RSC Anderlecht. De Beker van België moest het seizoen van de troepen van Sollied redden. Nastja Čeh had Brugge op voorsprong gebracht (2–1) na een absurde owngoal van afscheidnemend keeper Dany Verlinden. Echter, daarop brak Maertens' moment aan. Hij ramde de bal ogenschijnlijk bewust (wat niet zo was), zo mogelijk absurder dan Verlinden, staalhard tegen de eigen netten (voorzet van Seydou Badjan). Alles te herdoen doch Club Brugge behaalde zijn negende Beker van België met 4–2. Hij speelde negentig minuten als mandekker bij de 0–1 stuntzege van Brugge in het San Siro van AC Milan, dat seizoen titelverdediger in de UEFA Champions League.
Beveren was echt top met al die Ivorianen. Van de ene zestienmeter tot de andere waren die echt fenomenaal. Alleen, die konden niet scoren. We hebben het dan maar voor hen gedaan. Koelbloedig afgewerkt.
— Maertens over de bekerfinale van 2004 tegen SK Beveren 

#### Laatste overlever succesjaren
Het daaropvolgende seizoen 2004–2005 was Maertens opnieuw een belangrijke pion bij het behalen van de titel, het laatste huzarenstukje van Sollied. Nadat Maertens en zijn ploegmaats het op de vorige speeldag nalieten om kampioen te worden op het veld van Bergen, volstond op de 33e speeldag een 2–2 gelijkspel tegen aartsrivaal Anderlecht in het Jan Breydelstadion. Maertens speelde wat minder dan in het seizoen 2002–2003, namelijk 25 wedstrijden. In juni 2005 volgde Club Brugge-icoon Jan Ceulemans Trond Sollied op als coach. In het seizoen 2005–2006 kwam Maertens in 33 wedstrijden in actie, meestal in de hoedanigheid van basisspeler.
Maertens beleefde dat seizoen een uitgebreide Europese campagne. Hij was aanvoerder in de heenwedstrijd van de 1/16e finale van de UEFA Cup tegen AS Roma bij ontbreken van eerste aanvoerder Gert Verheyen. Club Brugge verloor tweemaal 1–2 en zo zat het Europese avontuur erop. Deze wedstrijden  kwamen tot stand doordat Club Brugge als derde was geëindigd in de groepsfase van de UEFA Champions League; een zware loting met Juventus Turijn en FC Bayern München (aangevuld met het Oostenrijkse SK Rapid Wien). Timmy Simons, Nastja Čeh en Peter Van der Heyden waren daar echter niet meer bij; ze hadden tegelijk Brugge verlaten in de zomerperiode. Brugge trad aan met een mix van ervaring en jeugd. Het succes doofde plots uit, vooral in de competitie. Het afscheid van clublegende Verheyen in 2006 zette de vrije val in. Het post-Sollied-tijdperk verliep bijzonder chaotisch voor Club Brugge. Al die tijd bleef Birger Maertens hondstrouw en ging mee door de diepe dalen die Club Brugge in volgende jaren zou zien. In 2006–2007 werd Club Brugge namelijk pas zesde in de competitie (maar won nog de Beker tegen Standard), en een jaar later stierf François Sterchele bij een verkeersongeval. Club Brugge eindigde dat seizoen, Maertens' laatste, als derde.
Met de komst van alweer een nieuwe trainer, de Limburger Jacky Mathijssen, verdween hij in het seizoen 2007–2008 uit de basiself. Met Philippe Clement, Jonathan Blondel, Gaëtan Englebert en eerste doelman Stijn Stijnen bleef Birger Maertens als laatste over uit het 'tijdperk van Sollied' (Stijnen toen nog als reservedoelman). De na omzwervingen bij Lokeren en Standard naar Club Brugge teruggekeerde Karel Geraerts kende Sollied ook, maar hij brak als jeugdspeler niet door onder de Noorse trainer. Clublegende Sven Vermant, die één seizoen met Sollied werkte voor hij naar Schalke 04 vertrok, kwam net als Maertens nog amper aan spelen toe. Maertens bleef tot 2008 aan boord, waarna het Brugse jeugdproduct frisse lucht opsnoof. Hij kwam reeds in 1994 bij de jeugd van Club Brugge terecht.

### Heracles Almelo (2008–2012)
Birger Maertens kwam sinds de zomer van 2008 uit voor Heracles Almelo, waar hij op 1 juni 2010 zijn contract verlengde tot en met het seizoen 2012–2013 Eind 2009 werd Maertens door het Nederlandse voetbalmagazine VI verkozen tot 8e beste speler van de Nederlandse Eredivisie.

### KVC Westerlo en latere carrière (2012–2022)
Op 6 januari 2012 beëindigden Birger Maertens en Heracles Almelo het contract met wederzijdse instemming en onmiddellijke ingang. In het seizoen 2012/13 speelt Maertens voor KVC Westerlo, dat overkomt uit eerste klasse. In het seizoen 2015/16 ging Maertens voor vierdeklasser VK Westhoek spelen. In maart 2016 gingen club en speler uit elkaar.

## Interlandcarrière
Op 12 oktober 2005 verzamelde hij zijn eerste cap voor de Belgische nationale ploeg, in de kwalificatiewedstrijd voor de wereldbeker in en tegen Litouwen (1-1). Later zou Maertens ook tegen Spanje in actie komen.

## Persoonlijk leven
Maertens was getrouwd en is vader van een zoon.

## Clubstatistieken
| seizoen | club            | land      | competitie      | duels | goals |
| ------- | --------------- | --------- | --------------- | ----- | ----- |
| 2000/01 | Club Brugge     | België    | Jupiler League  | 0     | 0     |
| 2001/02 | Club Brugge     | België    | Jupiler League  | 17    | 0     |
| 2002/03 | Club Brugge     | België    | Jupiler League  | 31    | 1     |
| 2003/04 | Club Brugge     | België    | Jupiler League  | 16    | 0     |
| 2004/05 | Club Brugge     | België    | Jupiler League  | 25    | 0     |
| 2005/06 | Club Brugge     | België    | Jupiler League  | 33    | 0     |
| 2006/07 | Club Brugge     | België    | Jupiler League  | 27    | 0     |
| 2007/08 | Club Brugge     | België    | Jupiler League  | 12    | 0     |
| 2008/09 | Heracles Almelo | Nederland | Eredivisie      | 31    | 0     |
| 2009/10 | Heracles Almelo | Nederland | Eredivisie      | 30    | 2     |
| 2010/11 | Heracles Almelo | Nederland | Eredivisie      | 32    | 0     |
| 2011/12 | Heracles Almelo | Nederland | Eredivisie      | 0     | 0     |
| 2012/13 | KVC Westerlo    | België    | Tweede klasse   | 31    | 0     |
| 2013/14 | KVC Westerlo    | België    | Tweede klasse   | 30    | 0     |
| 2014/15 | KVC Westerlo    | België    | Jupiler League  | 22    | 0     |
| 2014/15 | VK Westhoek     | België    | Vierde Klasse A | ?     | ?     |

## Erelijst
| Competitie                    | Aantal      | Jaren                  |             |             |
| Club Brugge                   | Club Brugge | Club Brugge            | Club Brugge | Club Brugge |
| ----------------------------- | ----------- | ---------------------- | ----------- | ----------- |
| Nationaal                     |             |                        |             |             |
| Belgisch kampioen             | 2x          | 2003, 2005             |             |             |
| Beker van België              | 3x          | 2002, 2004, 2007       |             |             |
| Supercup                      | 4x          | 2002, 2003, 2004, 2005 |             |             |
| Vriendschappelijk             |             |                        |             |             |
| Brugse Metten                 | 4x          | 2001, 2004, 2006, 2007 |             |             |
| KVC Westerlo                  |             |                        |             |             |
| Nationaal                     |             |                        |             |             |
| Kampioen Tweede klasse België | 1x          | 2014                   |             |             |

## Trivia
- Birger Maertens kreeg tijdens zijn periode bij de Belgische topclub Club Brugge vaak het verwijt niet altijd even scherp te staan (als zou hij zich fysiek niet verzorgen). Het zette destijds dan ook de bijnaam Bicky [Burger] kracht bij, naar de frituursnack. Ironisch is ook dat net hij en Timmy Simons, alom gekend voor zijn abstinentie, twee van de langst spelende spelers uit de kampioenenteams van Club Brugge onder Trond Sollied werden. Simons is vier jaar ouder en stopte in 2018 op een hoog professioneel niveau, Maertens bleef actief als amateur tot en met 2022. Ook Nastja Čeh was lang actief (tot 2019) en, zoals Simons, weliswaar op een hoger niveau dan Maertens.
- In de podcast De Klokke, gemaakt door en voor supporters van Club Brugge, verklaarde Maertens dat het "lang niet zeker was" of de naar Club getransfereerde KV Mechelen-speler Birger Van de Ven de bijnaam Bicky zou krijgen dan wel of Maertens hem zou behouden. Eric Gerets' zoon Johan Gerets gaf de naam aan Maertens. Gerets was ook verdediger bij de jeugd van Club Brugge. Maertens "behield" uiteindelijk zijn bijnaam. Oorspronkelijk had de bijnaam ook niks te maken met Maertens' fysiek. Dat laatste is in latere jaren een running gag geworden.
- Op 7 december 2002 kreeg Maertens een beroemde rode kaart in de topper thuis tegen RSC Anderlecht die Club Brugge met 2–1 won. Hij kreeg die voor natrappen op de Servische aanvaller Nenad Jestrović. Scheidsrechter Frank De Bleeckere trok elf kaarten, waarvan drie een rode kleur hadden. De Bleeckere mocht daarna nooit meer Club Brugge-RSC Anderlecht leiden. De rode kaart tegen Anderlecht valt toch in een bepaalde context te zien, aldus Maertens. “In mijn val trapte ik na op Jestrović. Of dit bewust was? Ja, dat was de bedoeling. Maar eigenlijk viel die fout nog redelijk mee als je het vergeleek met de rest van die wedstrijd, want dat werd echt een schoppartij. We dachten: ‘Anderlecht gaat hier echt niet komen winnen, hè. Niet op ons veld, hè. Neen, dat gaat niet’. En wij voelden tot in de kleedkamer dat er iets aan het spelen was in het stadion. Wij hoorden supporters al te keer gaan voor de wedstrijd, het stadion daverde gewoon. Dat was echt gek", zei Maertens.[4]